# Martin Vobruba
Martin Vobruba (* 23. července 1975) je tiskový mluvčí Zoologické a botanické zahradě města Plzně a autor publikací o této zoologické zahradě a publikací o zvířatech.
Absolvoval na Pedagogické fakultě ZČU v Plzni, kde vystudoval matematiku a zeměpis. Jeho diplomová práce Charakteristika zoologických zahrad ČR předznamenala jeho následující profesní zaměření. Od roku 1998 pracuje v plzeňské zoo, kam nastoupil jako propagační a vzdělávací pracovník, a později se stal mluvčím zahrady a vedoucím Oddělení kontaktu s veřejností. Jeho zájem o historii a vývoj zoologické zahrady v Plzni se odráží v jeho publikační činnosti, která ji v několika titulech mapuje. Je viceprezidentem Středoevropské asociace přátel ZOO (CEAF).
Jeho dlouhodobým koníčkem je sbírání pohlednic s tematikou divokých zvířat a zoologických zahrad. Pohlednice sbírá od šesti let, jeho sbírka v roce 2011 obsahovala okolo 11 tisíc kusů, v 2018 se blížila 20 tisícům kusů.

## Knihy
- Medvědi (svazek 15 edice Co, Jak, Proč?), Plzeň 2005 (lektoroval a doplnil knihu Udo Gansloßera), ISBN 80-7238-473-2
- Zoo Plzeň 80 let, Plzeň 2006 (spolu s Jaroslavem Vogeltanzem), ISBN 80-239-6771-1
- Kolébka plzeňské zoo : 1926–1961, Žehušice 2011, ISBN 978-80-86699-61-5
- Průvodce Zoologickou a botanickou zahradou města Plzně, Plzeň 2012 (s kolektivem), ISBN 978-80-260-3839-9
- Guide to the Zoological and Botanical Garden of Pilsen, Plzeň 2014 (s kolektivem), ISBN 978-80-86699-78-3
- Zoo Plzeň 1963–2000 : Jak se rodí Lochotín, Žehušice 2014, ISBN 978-80-86699-76-9
- 90 let Zoo Plzeň 1926-2016, Plzeň 2016, ISBN 978-80-7211-497-9
- Hurá na Šumavu : průvodce pro děti i rodiče, Plzeň 2017 (spolu s Petrem Mazným), ISBN 978-80-87338-77-3
- Záhada na ostrově lemurů, Plzeň 2019 (spolu s Kateřinou Misíkovou), ISBN 978-80-7211-567-9[8]